# Brachinus
Brachinus ist eine Gattung der Käfer aus der Familie der Laufkäfer (Carabidae). Sie ist weltweit verbreitet.

## Merkmale
Die Käfer sind meist weniger als 10 Millimeter lang und zweifarbig rotblau gefärbt. Die Flügeldecken sind ziemlich gewölbt, waagerecht, mehr oder weniger bogig abgesetzt mit deutlichen Schultern und nach hinten erweitert. Punktreihen sind nicht vorhanden, dafür aber oft angedeutete flache Längsfurchen. Am Hinterrand ist in der Regel kein Hautsaum zu erkennen. Ein Kinnzahn ist nicht vorhanden. Meist ist der Kopf etwas breiter als der Halsschild. Der Halsschild ist schmal herzförmig. Der Halschschildwinkel beträgt wenig unter 90°. Auf den Flügeldecken ist eine sehr dichte, gleichmäßige feine Behaarung vorhanden. Kopf und Halsschild sind nur wenig behaart, die Schläfen dafür deutlich. Die 3 vorderen Tarsenglieder der Männchen sind schwach erweitert. In der Mitte des Hinterrands ist ihr 7. Sternit tief eingeschnitten.

## Systematik
In Mitteleuropa kommen 4 Arten der Gattung vor:
- Brachinus sclopeta (Fabricius 1792)
- Brachinus explodens Duftschmid 1812
- Brachinus crepitans (Linné 1758), Großer Bombardierkäfer
- Brachinus ganglbaueri Apfelbeck 1904

## Belege
- Heinz Freude, Karl Wilhelm Harde, Gustav Adolf Lohse: Die Käfer Mitteleuropas. Band 2 Adephaga 1, Goecke & Evers Verlag, Krefeld 1976, ISBN 3-87263-025-3.